# Віргіль Золіс

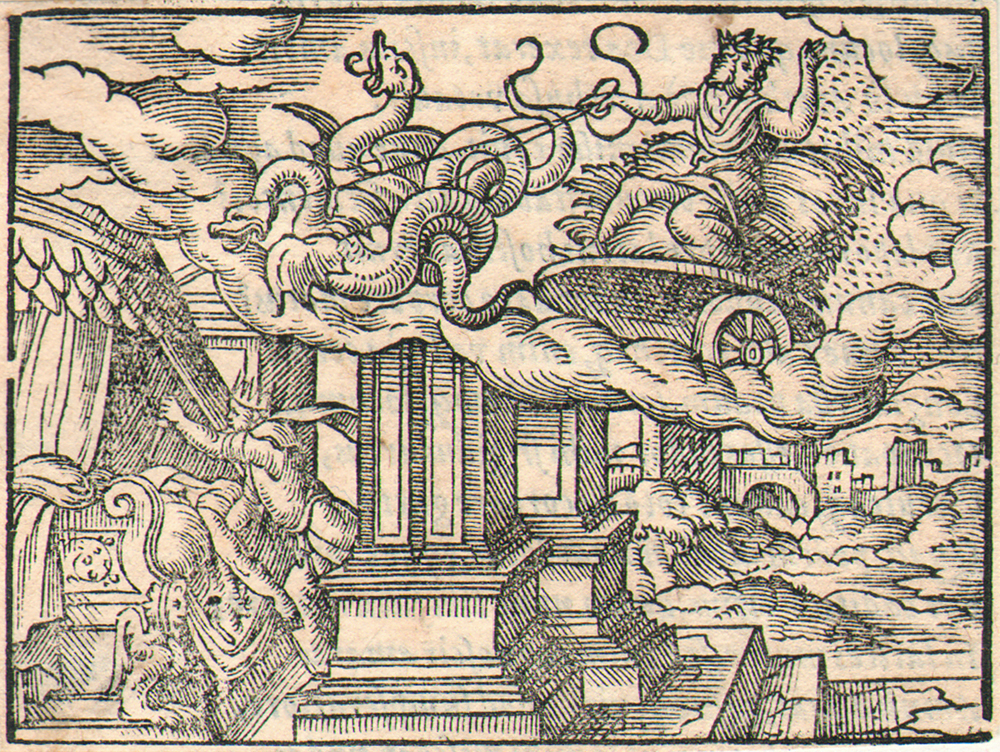
В. Золіс. Ксилографія Триптолімус і Лінкус. 1565. Метаморфози Овідія, Книга V.

Віргіль Золіс (нім. Virgil Solis,  1514 рік, Нюрнберг — 1 серпня 1562 року) — німецький художник Північного Відродження, майстер гравюри різцем на міді і на дереві, рисувальник-орнаменталіст, мініатюрист. Член великої родини художників.  Працював в Нюрнберзі, займався в основному книжковою ілюстрацією. Працював також в Аугсбургу, Цюриху.  У його орнаментальних композиціях присутні італійські мотиви. Відомі ілюстрації Соліса до видання «Метаморфоз» Овідія (Франкфурт, 1581. 183 гравюри на дереві), до байок Езопа, а також ілюстрації до так лютеровской Біблії в техніці ксилографії (1553).

## Біографія
Віргіль Золіс народився у  1514 році у  Нюрнберзі.  У 1540-1550-х роках Соліс очолював велику друкарню, в якій працювали його сини і помічники. З цієї майстерні вийшло понад дві тисячі гравюр. Учнем і помічником Золіса був рисувальник і гравер Йост Амман. Син Золіса Старшого — Вергілія Золіс Молодший (1551-?) — жиивописець, став відомим художників в Празі при дворі імператора Рудольфа II. Золіс сам користувався відомими моделями для наслідування, особливо Дюрером.  
Із збільшенням запиту на виготовлену продукцію зростала потреба в іноземних працівниках, яких Золіс мав використати, щоб вчасно виконувати всі замовлення. Після його смерті майстерня продовжувала залучати його шаблони та добре ім'я, тим більше, що його вдова вийшла заміж за мандрівника Бальтазара Дженічен. Його фактичним спадкоємцем  був Йост Амманн, який приїхав до Нюрнберга за рік до смерті Соліса і  оселився там.

## Творчість
Золіс виконав серії гравюр на алегоричні теми, популярні в мистецтві Північного Відродження: «Місяці», «Пори року», «Темпераменти», алегорії Вільних мистецтв, а також композиції, властиві всім кляйнмайстрам: зображення тварин і сцен полювання, архітектурних руїн, вуличних сценок, портрети. Гравіював герби, ініціали, гральні карти, гербовник Священної Римської імперії тощо.
В. Золіс копіював гравюри Альбрехта Дюрера. Орнаментальними композиціями Золіса — арабесками, гротесками — користувалися живописці, скульптори, ювеліри, карбувальники, Золіс винаходив орнаментальні фризи для кубків і чаш, руків'їв мечів і кинджалів.
Віргіль Золіс — автор творів різних жанрів, він створював шаблони для штампування роботи золотарів, герби-буклети,  ілюстрації на релігійну та міфічну тематику.